# Ferrovia Civitanova Marche-Fabriano
La ferrovia Civitanova Marche-Fabriano è una linea ferroviaria italiana di interesse regionale, posta nel territorio della regione Marche. Essa unisce l'entroterra marchigiano con la costa adriatica. Inizia come diramazione della ferrovia Adriatica presso Civitanova Marche e prosegue nella provincia di Macerata confluendo poi nella linea Roma-Ancona – presso Albacina – giungendo infine a Fabriano.

## Storia
Il primo progetto della Civitanova Marche-Fabriano come parte del tracciato della progettata trasversale Roma-Ancona venne sviluppato nel 1846 nello Stato Pontificio (di cui faceva parte il territorio delle Marche) quando venne eletto papa Pio IX (al secolo Giovanni Mastai Ferretti), che era di Senigallia.
Già nel 1845 Carlo Ilarione Petitti di Roreto aveva ipotizzato ben tre alternative per il percorso da seguire: quella della Valle del Chienti, quella per le valli dell'Esino, del Sentino e del Chiascio e infine quella per le valli del Potenza, del Giano e del Chiascio. La Segreteria di Stato studiò infatti un piano generale di ferrovie da costruire contenuto nella Notificazione del 7 novembre 1846 che comprendeva una linea trasversale destinata a collegare Roma con Napoli e linee che corrono i luoghi più popolosi dell'Umbria come Foligno e le valli del fiume Potenza fino Ancona. Il percorso si snodava per Terni, Foligno, Nocera Umbra e attraverso la valle del fiume Potenza in cui si trovavano Castelraimondo, San Severino, Macerata e fino al mare Adriatico in prossimità di Porto Recanati risalendo ad Ancona. Questa ultima tratta era in pratica il tracciato dell'attuale Civitanova Marche-Albacina.
A partire dal 1848 si manifestò la preferenza dei progettisti in favore del valico di Fossato di Vico tra Gualdo e Fabriano scendendo verso la valle dell'Esino fino a Falconara a nord di Ancona. Questo progetto, approvato dal Governo Pontificio con un Decreto del 1856, fu poi recepito dal Governo Italiano e nel 1866 la linea Roma-Ancona era ormai realizzata con l'attuale tracciato.
| Tratto                             | Inaugurazione     | Inaugurazione |
| ---------------------------------- | ----------------- | ------------- |
| Fabriano-Albacina                  | 29 aprile 1866    | [ A 1 ]       |
| Albacina-Matelica                  | 25 ottobre 1884   |               |
| Corridonia-Civitanova Marche       | 25 novembre 1884  |               |
| Matelica-Castelraimondo            | 15 settembre 1885 |               |
| Macerata-Corridonia                | 22 maggio 1886    |               |
| Castelraimondo-San Severino Marche | 24 giugno 1886    |               |
| San Severino Marche-Macerata       | 24 dicembre 1888  |               |
| Manuale                            |                   |               |

Perso il collegamento con Roma, nel 1861 la Provincia di Macerata commissionò al Genio Civile l'incarico di studiare un progetto per la realizzazione di una linea che subito dopo Fabriano (ad Albacina) piegasse a sud-est per congiungersi poi con la ferrovia Adriatica, allo scopo di avere un collegamento ferroviario con Roma, e con l'Adriatica, da cui la linea doveva staccarsi a Civitanova Marche, toccare Macerata, seguire il Chienti fino a Tolentino e proseguire lungo il fiume Potenza congiungendo San Severino, Castelraimondo, Matelica e Albacina.
Approvato dal Consiglio Superiore dei Lavori Pubblici il 12 novembre 1864, il progetto venne rimesso nelle mani del Consiglio Provinciale al quale competeva l'onere della spesa ma, per mancanza di risorse sufficienti, si dovette attendere fino al 1879 quando la legge Baccarini n. 5002 del 1879, accollando allo Stato l'onere della costruzione delle ferrovie complementari, consentì di por mano ai lavori iniziati nel 1884 e ultimati nel 1888.
La linea venne incorporata nella Rete Adriatica e gestita dalla Società Italiana per le strade ferrate meridionali fino al 1905 quando passò a Ferrovie dello Stato.
La linea ebbe una tranquilla vita da secondaria fino alla seconda guerra mondiale quando gli alleati in avanzata distrussero la tratta Castelraimondo-San Severino per utilizzare la sede ferroviaria al posto della strada impraticabile per la distruzione di due ponti.
La linea venne ripristinata già nell'ottobre 1945 nel tratto Civitanova Marche-Macerata e nel dicembre successivo l'intera linea.
Nel 1985, a seguito del decreto ministeriale n.90/T del 4 luglio 1985, venne istituita un'apposita commissione col compito di svolgere un'indagine conoscitiva sulle linee ferroviarie a scarso traffico. Tale commissione inserì in un primo momento la tratta Civitanova-Albacina tra le linee da sopprimere, ma l'opposizione della Regione Marche ne evitò la chiusura. Venne quindi finanziato un corposo piano di ammodernamento che terminò a metà degli anni 1990 con l'installazione del controllo centralizzato del traffico CTC, del blocco elettrico conta-assi e della dismissione della Dirigente Unico in favore del sistema con Dirigente Centrale Operativo.
Il 10 gennaio 2005 entrò in funzione la fermata di Macerata Fontescodella.

### Interventi di potenziamento ed elettrificazione
Il giorno 8 agosto 2017 è stato approvato dal CIPE il Contratto di Programma 2017-2021 – parte investimenti tra Ministero delle infrastrutture e dei trasporti e Rete Ferroviaria Italiana che ha finanziato con € 40 milioni la prima fase di lavori di potenziamento ed elettrificazione della linea ferroviaria. Il 27 luglio 2021, con l'approvazione del CIPESS dell'aggiornamento 2020-2021 al Contratto di Programma, sono stati stanziati ulteriori € 70 milioni per la realizzazione della seconda fase.
I lavori di potenziamento ed elettrificazione prevedono: l'ampliamento della sagoma delle gallerie per permettere l'installazione della linea elettrica, miglioramento sismico dei ponti, velocizzazione di tratti di linea, velocizzazione degli itinerari di stazione a 60 km/h, trasformazione della fermata di Urbisaglia in stazione, realizzazione di nuovi sottopassi e marciapiedi nelle stazioni, soppressione di 10 passaggi a livello, dismissione del sistema SSC e attivazione del sistema SCMT, attivazione del sistema computerizzato ACC-M, elettrificazione della linea con la realizzazione di 3 sottostazioni elettriche. La conclusione dei lavori è prevista per il 2026.
Il 26 marzo 2019 è stato stipulato un accordo tra Regione Marche, Comune di Macerata, Università degli Studi di Macerata e Rete Ferroviaria Italiana per la realizzazione di una nuova fermata ferroviaria a servizio del campus universitario. Denominata Macerata Università, venne inaugurata il 29 luglio 2020 ed entrò in funzione il 4 ottobre dello stesso anno.
Il 22 dicembre 2021 è stato stipulato un accordo tra Regione Marche, Comune di Tolentino e Rete Ferroviaria Italiana per realizzazione di una nuova fermata ferroviaria denominata "Tolentino Campus" che verrà realizzata al km 43+940. L'entrata in funzione è prevista per il 2025.
Il 2 agosto 2022 il CIPESS approva il progetto definitivo per la soppressione del passaggio a livello sulla strada statale 16 Adriatica a Civitanova Marche con la realizzazione di un sottopasso ferroviario.

## Caratteristiche
| Continuation backward |

| Station on track |

|  | Unknown route-map component "ABZgl" | Unknown route-map component "CONTfq" |

| Unknown route-map component "SKRZ-Au" |

| Station on track |

| Station on track |

| Stop on track |

| Station on track |

| Stop on track |

| Unknown route-map component "hSTRae" |

| Station on track |

| Stop on track |

| Unknown route-map component "HSTeBHF" |

| Stop on track |

| Station on track |

| Unknown route-map component "tSTRa" |

| Unknown route-map component "tSTRe" |

| Unknown route-map component "hSTRae" |

| Station on track |

| Small bridge over water |

| Stop on track |

| Unknown route-map component "hSTRae" |

|  | Station on track | Unknown route-map component "exKBHFa" |

|  | Straight track | Unknown route-map component "exCONT2+g" |

| Station on track |

| Stop on track |

| Small bridge over water |

| Small bridge over water |

| Unknown route-map component "CONTgq" | Unknown route-map component "ABZg+r" |  |

| Station on track |

| 86+588  |
| 232+018 |

| Non-passenger station/depot on track |

| 228+054 |
| 228+208 |

|  | Unknown route-map component "eKRWgl" | Unknown route-map component "exKRW+r" |

|  | Unknown route-map component "tSTRa" | Unknown route-map component "exSTR" |

|  | Unknown route-map component "tSTRe" | Unknown route-map component "exSTR" |

|  | Unknown route-map component "eKRWg+l" | Unknown route-map component "exKRWr" |

| Station on track |

| Unknown route-map component "CONTgq" | Unknown route-map component "ABZgr" |  |

| Continuation forward |

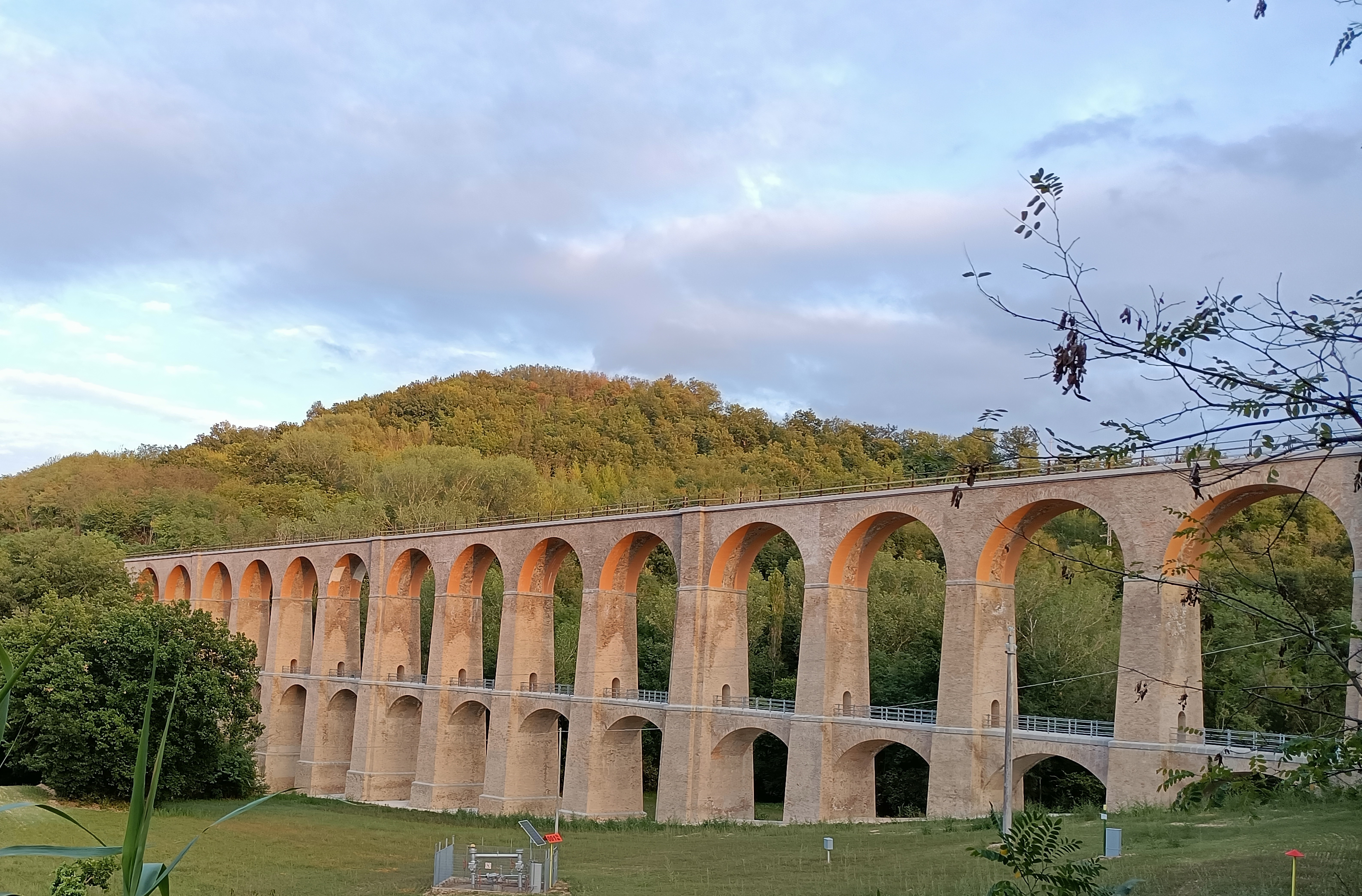
Ponte ferroviario di San Bartolomeo a San Severino Marche

La linea, lunga complessivamente 94,85 km, è a binario semplice non elettrificato per gran parte del percorso. Il tronco Albacina-Fabriano, in comune alla ferrovia Roma-Ancona, è elettrificato in corrente continua a 3000 volt e tra il P.M.
228 e Fabriano è presente il doppio binario banalizzato. La gestione dell'infrastruttura è affidata a RFI.
È esercita con Dirigente Centrale Operativo, attrezzata con il sistema di controllo marcia treno SCMT e con il controllo centralizzato del traffico CTC ed è armata con binari 50 UNI (precedentemente di tipo RA.36, in opera dal 1908).
La pendenza massima è del 35 per mille nel tratto compreso tra Corridonia e Macerata e presenta curve con raggio di curvatura minimo di 230 m.

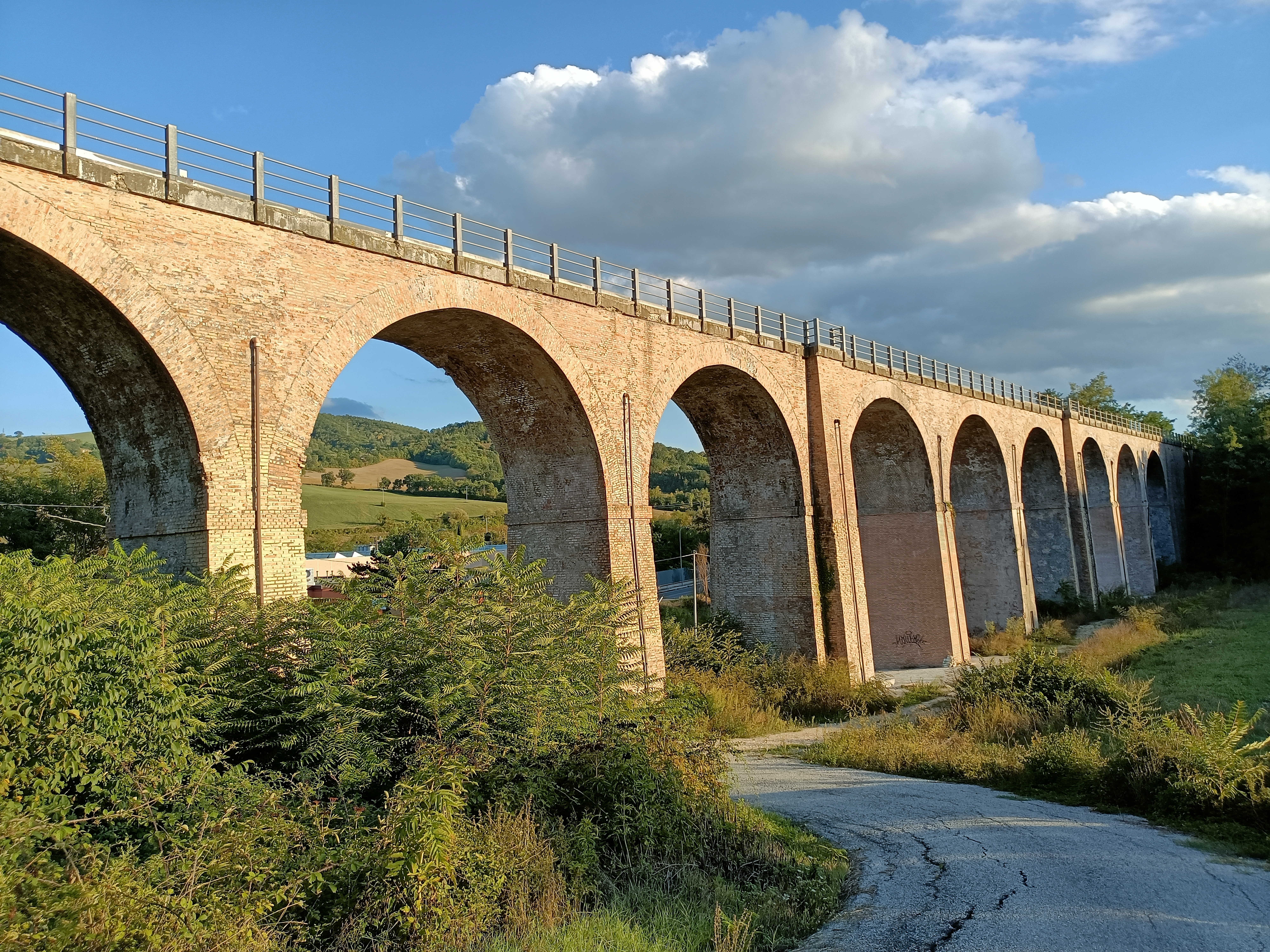
Ponte ferroviario di San Giuseppe a Castelraimondo

Sulla linea sono presenti 20 viadotti, 9 gallerie e 45 passaggi a livello, di cui 23 tra Civitanova Marche e Macerata, 21 tra Macerata e Albacina e 1 tra Albacina e Fabriano. Le opere d'arte principali sono i viadotti sui valloni di San Bartolomeo (180 m) e di San Giuseppe (160 m) e le gallerie Bura (1.027 m) e di Fabriano (1.717 m).

## Traffico
Nella tratta circolano treni, tutti regionali, che possono essere limitati sia ai due capolinea che a Macerata che proseguire successivamente sulla tratta Civitanova Marche-Ancona. I nodi di interscambio con altre linee sono nelle stazioni di Fabriano, Albacina e Civitanova Marche.

### Annotazioni
1. ↑  Parte della linea Roma-Ancona.

### Fonti
1. ↑  Carlo Ilarione Petitti di Roreto, Delle strade ferrate in Italia e del miglior ordinamento di esse:cinque discorsi, Capolago. Tipografia e Libreria Elvetica, 1845
2. ↑  Angelo Galli, Sull'opportunità delle strade ferrate nello Stato Pontificio e sui modi per adottarle. Riflessioni del Cav. Angelo Galli Computista generale della Camera Apostolica. Roma, Tipografia Mendicanti, 1846
3. ↑   Ufficio Centrale di Statistica delle Ferrovie dello Stato, Prospetto cronologico dei tratti di ferrovia aperti all'esercizio dal 1839 al 31 dicembre 1926, su Trenidicarta.it, Alessandro Tuzza, 1927. URL consultato il 29 settembre 2015.
4. 1 2 3 4  Claudio Cerioli
5. 1 2 3  Silverio Maravalle
6. ↑  Legge 29 luglio 1879, n. 5002, per la costruzione di nuove linee di completamento della rete ferroviaria del Regno. Tabella C. Punto 33.
7. ↑   Li chiamano rami secchi, su www.ilmondodeitreni.it. URL consultato il 13 agosto 2022.
8. 1 2  Antonio Federici
9. 1 2   E in funzione a Macerata la fermata ferroviaria di Fontescodella, su www.ilquotidiano.it. URL consultato il 13 agosto 2022.
10. ↑   Rete Ferroviaria Italiana, Piano Commerciale 2022 - edizione Giugno 2022 (PDF).
11. ↑   Regione Marche, Potenziamento infrastrutturale della linea Civitanova Marche – Albacina.
12. ↑   RFI, online il nuovo Piano Commerciale, su FS News. URL consultato il 9 agosto 2022.
13. ↑   "Macerata-Università" taglio del nastro «Questa stazione ci apre al futuro» - MCnet.tv, su m.cronachemaceratesi.it. URL consultato il 29 luglio 2020.
14. 1 2   CT AN 12/2020, su normativaesercizio.rfi.it, 4 ottobre 2020.
15. ↑   Riqualificazione in corso anche a Tolentino, su Il Resto del Carlino, 2 febbraio 2025. URL consultato il 21 marzo 2025.
16. ↑   Comunicato stampa della riunione del CIPESS del 2 agosto, su www.governo.it, 2 agosto 2022. URL consultato il 9 agosto 2022.
17. 1 2 3  Fascicolo Linea 105, sez. 6.2 e seguenti.
18. ↑  Ferrovie dello Stato, Ordine di Servizio n. 146, 1938
19. ↑   SCMT, per il controllo della marcia del treno - SCMT: controllo della marcia - RFI, su rfi.it. URL consultato il 21 febbraio 2016.
20. ↑   Attivazione SCMT (CT AN 9/2020), su normativaesercizio.rfi.it, 28 agosto 2020.
21. ↑   SCC e CTC per il telecomando della circolazione - SCC e CTC: telecomando - RFI, su rfi.it. URL consultato il 21 febbraio 2016 (archiviato dall'url originale il 10 marzo 2016).

### Articoli
- Silverio Maravalle, Le nostre linee/7: la Civitanova-Albacina, in Voci della rotaia, n. 11, Edizione FS, novembre 1977,  pp. 14-17.
- Antonio Federici, Da Civitanova a Fabriano, in TuttoTreno, n. 167, settembre 2003,  pp. 24-32.

### Documentazione tecnica
- Rete Ferroviaria Italiana - Direzione Circolazione, Fascicolo Linea 105, su normativaesercizio.rfi.it, ed. dicembre 2003, Direzione Operativa Infrastrutture Territoriale di Ancona. URL consultato il 20 agosto 2022.

### Libri
- Claudio Cerioli, Da Porto Civitanova a Macerata e Fabriano, in Da Camerino al mondo : per una storia dei trasporti nelle Marche, Salò (BS), ETR, 1985,  pp. 85-95, ISBN 8885068200.